# Liste der Kulturdenkmale in Folbern
In der Liste der Kulturdenkmale in Folbern sind die Kulturdenkmale des Großenhainer Ortsteils Folbern verzeichnet, die bis Dezember 2020 vom Landesamt für Denkmalpflege Sachsen erfasst wurden (ohne archäologische Kulturdenkmale). Die Anmerkungen sind zu beachten.
Diese Aufzählung ist eine Teilmenge der Liste der Kulturdenkmale in Großenhain.

## Folbern
| Bild                                    | Bezeichnung                                        | Lage                             | Datierung                       | Beschreibung | ID       |
| --------------------------------------- | -------------------------------------------------- | -------------------------------- | ------------------------------- | --- | -------- |
| Direkt Bild zu diesem Denkmal hochladen | Denkmal für die Gefallenen des Ersten Weltkrieges  | Am Dorfanger (Karte)             | Nach 1918                       | Ortshistorische Bedeutung. Roter Granitsockel, darauf roter Granitkubus mit flachem, pyramidalem Abschluss, alle vier Seiten glatt poliert, mit Eisernem Kreuz und Inschrift „Zum ehrenden Gedenken unserer im Weltkriege 1914–1918 gefallenen Helden – Gemeinde Folbern“ und (nachträglich) „Zum ehrenden Gedenken unserer im Weltkriege 1939–1945 gefallenen Helden“. | 08958178 |
| Direkt Bild zu diesem Denkmal hochladen | Transformatorenhäuschen                            | Am Dorfanger 12 (neben) (Karte)  | 1. Hälfte 20. Jahrhundert       | Zeugnis für Elektrifizierung des Ortes, technikgeschichtlich von Bedeutung. Putzbau über quadratischem Grundriss, Krüppelwalmdach als Zwischendach, turmartiger Aufbau mit Zeltdach und Biberschwanzdeckung. | 08958185 |
| Direkt Bild zu diesem Denkmal hochladen | Wohnhaus und Nebengebäude                          | Königsbrücker Straße 5 (Karte)   | Letztes Drittel 19. Jahrhundert | gründerzeitlicher Klinkerbau, Zeugnis für Einzug der städtischen Architektur innerhalb der Ortschaft, baugeschichtlich von Bedeutung. - Wohnhaus: Polygonsockel, darauf zweigeschossiger Klinkerbau mit profilierten Sandsteingewänden, vier horizontale Gliederungsbänder aus Sandstein, die den Bau umziehen, im Erdgeschoss über den Fenstern Rundbogenmotiv aus dunkleren roten Klinkern mit Schlussstein aus Sandstein, in der Mitte Medaillon, im Obergeschoss Fensterabschluss als Segmentbogen mit roten Klinkern und Schlussstein, Walmdach, an den Seitenwänden im Erdgeschoss Sandsteinplatten, im Obergeschoss Blumenrosetten - Seitengebäude: Polygonsockel, eingeschossiger Backsteinbau, im Giebel drei Rundbogenöffnungen mit Vierpass-Motiv, Satteldach - Verbindungswand zwischen beiden Gebäuden aus Backstein, mit Durchgang | 08958179 |
| Direkt Bild zu diesem Denkmal hochladen | Wohnstallhaus eines Bauernhofes                    | Königsbrücker Straße 32 (Karte)  | Mitte 19. Jahrhundert           | Fachwerk-Gebäude, Teil der alten Ortsstruktur, baugeschichtlich von Bedeutung. Erdgeschoss massiv, Obergeschoss Fachwerk, Giebel massiv, Holztürrahmen erhalten, mit Schlussstein aus Holz, im Erdgeschoss Sandsteingewände. | 08958184 |
| Direkt Bild zu diesem Denkmal hochladen | Wohnstallhaus eines Dreiseithofes                  | Königsbrücker Straße 39a (Karte) | 2. Hälfte 19. Jahrhundert       | Mit Fachwerk-Obergeschoss, Teil der alten Ortsstruktur innerhalb des Angerdorfes, baugeschichtlich von Bedeutung, bildet Dreiseithof mit Nummer 39. Erdgeschoss massiv, Giebel massiv, im Obergeschoss zum Teil originale Fenster, Satteldach. | 08958182 |
| Direkt Bild zu diesem Denkmal hochladen | Wohnstallhaus eines Dreiseithofes                  | Königsbrücker Straße 43a (Karte) | 2. Hälfte 19. Jahrhundert       | Obergeschoss Fachwerk, Teil der alten Ortsstruktur innerhalb des Angerdorfes, baugeschichtlich von Bedeutung, bildet Dreiseithof mit Nummer 43. Erdgeschoss massiv, Giebel massiv, mit Putzgliederung, im Erdgeschoss Sandsteingewände, Satteldach. | 08958181 |
| Direkt Bild zu diesem Denkmal hochladen | Ehemalige Schule (heute Wohnhaus) mit Nebengebäude | Schulberg 11 (Karte)             | Um 1910                         | Im Reform- und Heimatstil, ortshistorische Bedeutung. Stattlicher eingeschossiger Putzbau über T-förmigem Grundriss, mit hervortretendem Mittelrisalit, der in einem Dreiecksgiebel mündet, Eingangsportal mit geschweifter Bedachung, darüber Fenster als Triforien-Motiv, Steingewände, hohes Mansarddach mit Krüppel, Biberschwanzdeckung, im Inneren originale Fußböden, Türen und Fenster aus farbigem Glas und geschliffenen Scheiben. | 08958183 |

## Tabellenlegende
- Bild: Bild des Kulturdenkmals, ggf. zusätzlich mit einem Link zu weiteren Fotos des Kulturdenkmals im Medienarchiv Wikimedia Commons. Wenn man auf das Kamerasymbol klickt, können Fotos zu Kulturdenkmalen aus dieser Liste hochgeladen werden:
- Bezeichnung: Denkmalgeschützte Objekte und ggf. Bauwerksname des Kulturdenkmals
- Lage: Straßenname und Hausnummer oder Flurstücknummer des Kulturdenkmals. Die Grundsortierung der Liste erfolgt nach dieser Adresse. Der Link (Karte) führt zu verschiedenen Kartendiensten mit der Position des Kulturdenkmals. Fehlt dieser Link, wurden die Koordinaten noch nicht eingetragen. Sind diese bekannt, können sie über ein Tool mit einer Kartenansicht einfach nachgetragen werden. In dieser Kartenansicht sind Kulturdenkmale ohne Koordinaten mit einem roten bzw. orangen Marker dargestellt und können durch Verschieben auf die richtige Position in der Karte mit Koordinaten versehen werden. Kulturdenkmale ohne Bild sind an einem blauen bzw. roten Marker erkennbar.
- Datierung: Baubeginn, Fertigstellung, Datum der Erstnennung oder grobe zeitliche Einordnung entsprechend des Eintrags in der sächsischen Denkmaldatenbank
- Beschreibung: Kurzcharakteristik des Kulturdenkmals entsprechend des Eintrags in der sächsischen Denkmaldatenbank, ggf. ergänzt durch die dort nur selten veröffentlichten Erfassungstexte oder zusätzliche Informationen
- ID: Vom Landesamt für Denkmalpflege Sachsen vergebene, das Kulturdenkmal eindeutig identifizierende Objekt-Nummer. Der Link führt zum PDF-Denkmaldokument des Landesamtes für Denkmalpflege Sachsen. Bei ehemaligen Kulturdenkmalen können die Objektnummern unbekannt sein und deshalb fehlen bzw. die Links von aus der Datenbank entfernten Objektnummern ins Leere führen. Ein ggf. vorhandenes Icon  führt zu den Angaben des Kulturdenkmals bei Wikidata.